# Бои за аэропорт Антонов
Бои за аэропорт Анто́нов — боевые действия на территории аэропорта Антонов (он же аэропорт Гостомель) около посёлка Гостомель Киевской области в ходе вторжения России на Украину. Бои начались с воздушно-десантной операции России, в ходе которой российским руководством был допущен ряд ошибок, что окончилось полным провалом операции и разгромом десантных войск. За первые три дня штурма аэропорта РФ потеряла убитыми по меньшей мере 125 десантников. После этого территорию аэропорта захватили прибывшие из Белоруссии через Чернобыльскую зону отчуждения сухопутные войска России, однако украинские войска повредили взлётно-посадочную полосу артиллерией, что сделало невозможной переброску российских войск по воздуху.
Находится под контролем Украины после отступления российских войск из Киевской области.

## Роль в военных действиях
Аэропорт оказался на линии основного наступления российских войск на Киев и имеет уникальную по размерам взлётно-посадочную полосу, пригодную для приёма самых тяжёлых самолётов. В первый день боевых действий российское командование планировало внезапно захватить аэродром с помощью вертолётного десанта и затем начать приём транспортных самолётов с войсками и снаряжением. Через Гостомель российская группировка планировала высадить десант для прорыва в Киев.

## Силы сторон

### Украина
- 4-я бригада оперативного назначения Национальной гвардии Украины[3][8][12];
- 3-й отдельный полк специального назначения[3][4];
- 40-я тактическая авиационная бригада[13];
- 80-я отдельная десантно-штурмовая бригада[3];
- 95-я отдельная десантно-штурмовая бригада[3];
- 72-я отдельная механизированная бригада[3][8].
- Батальон специального назначения ГУР МО «Шаман»[8]

### Россия
- 11-я гвардейская десантно-штурмовая бригада[12];
- 31-я гвардейская десантно-штурмовая бригада[14].
- 604-й центр специального назначения «Витязь»[8]

## Боевые действия

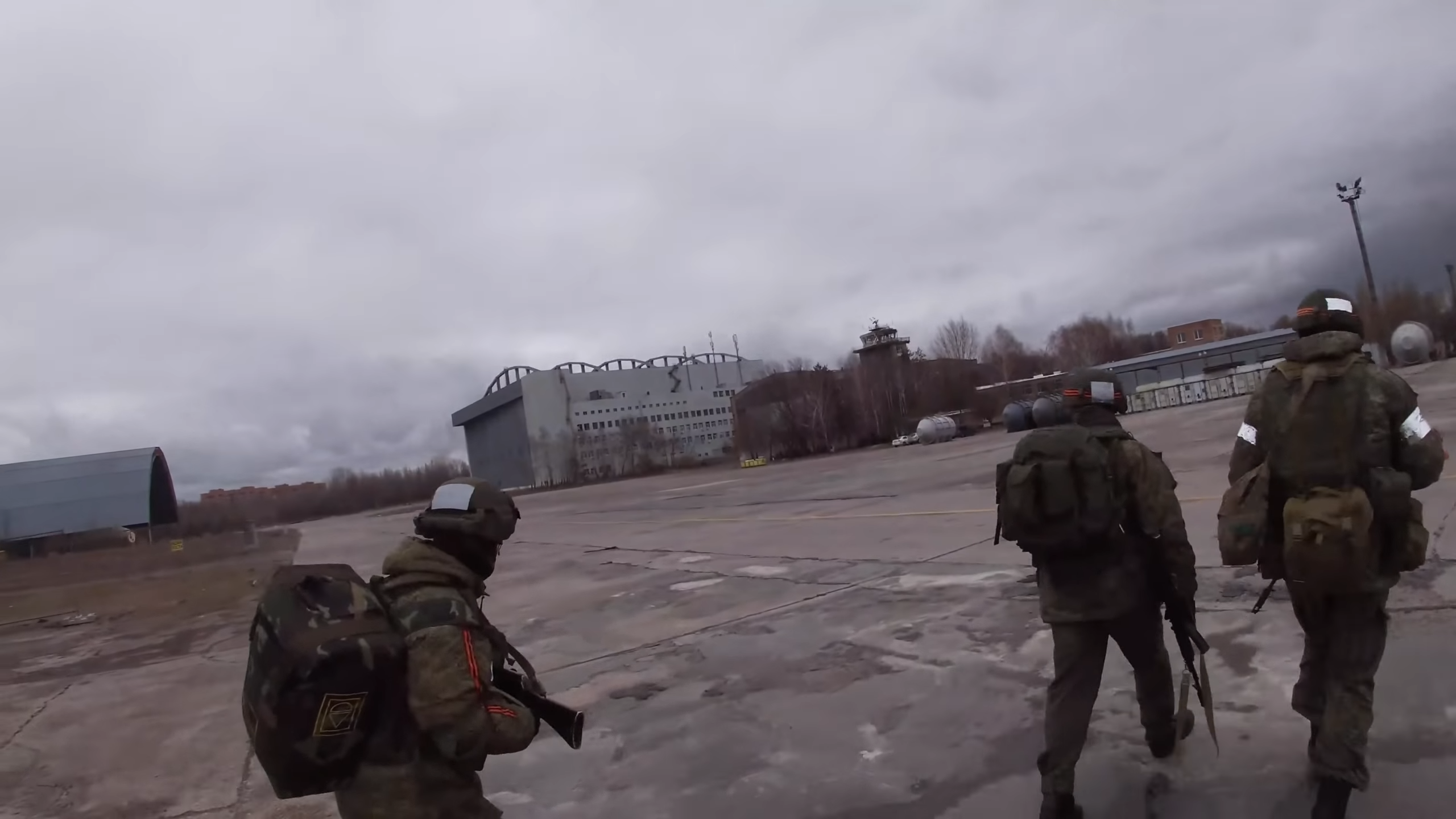
Российские десантники во время боёв за аэропорт

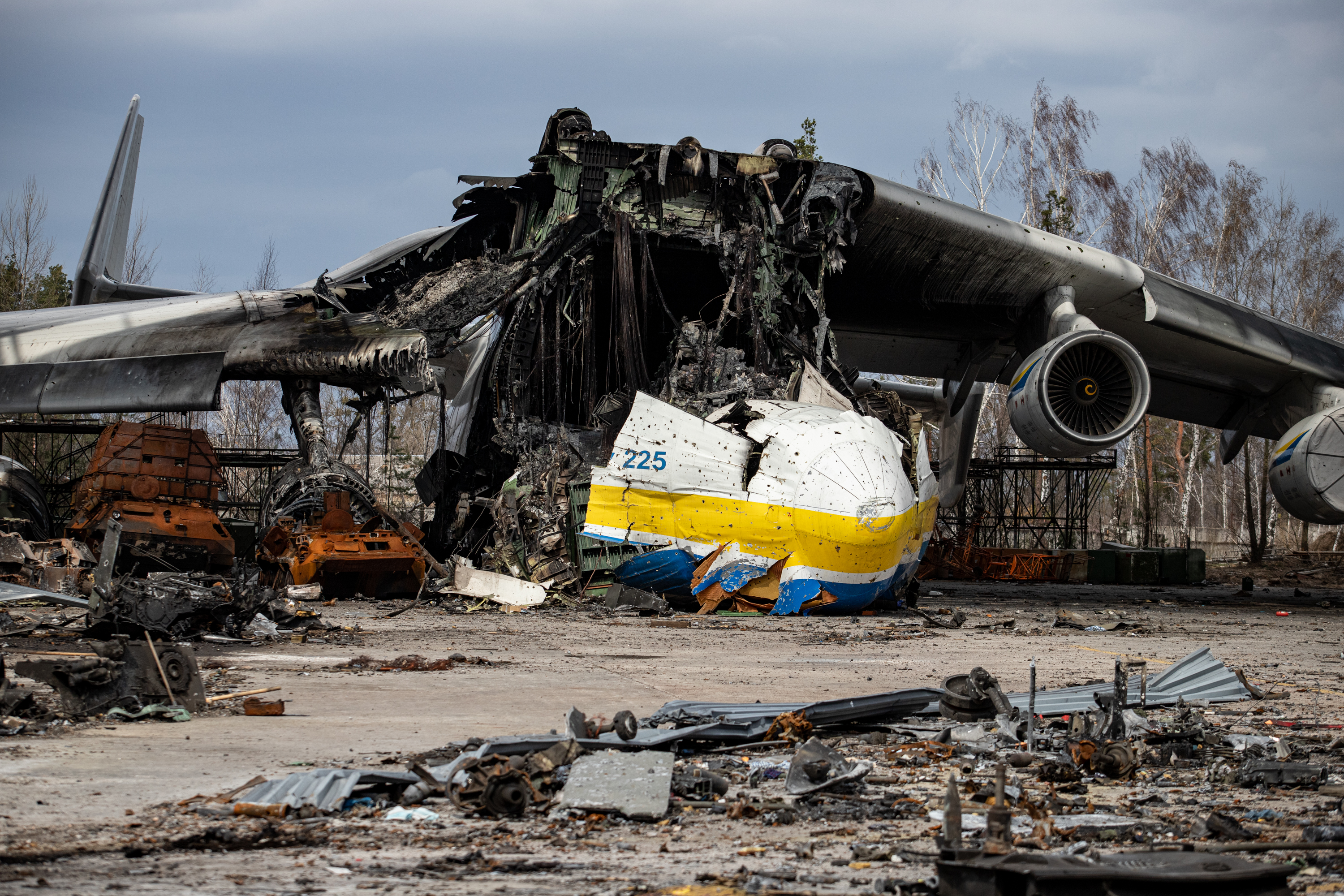
Разрушенный Ан-225

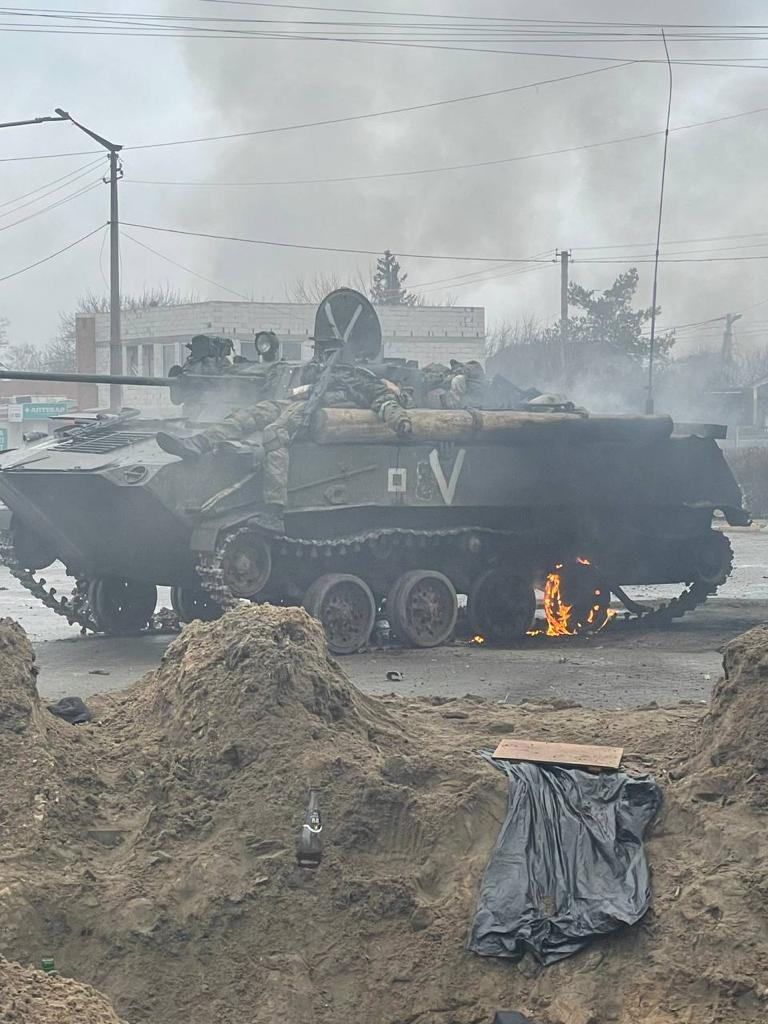
Подбитая в боях российская БМД-2 с телами на броне (фото ГУР МОУ, 4 марта 2022 года)

### 24 февраля
Первым проявлением войны в Гостомеле стал удар крылатой ракеты возле жилого дома 24 февраля в 7 часов утра. Позже 34 российских вертолёта Ми-8 и Ка-52 пролетели вдоль Днепра на небольшой высоте из Беларуси в Гостомель. На борту находилось до 300 десантников из 11-й гвардейской десантно-штурмовой бригады. Во время полёта над Киевским водохранилищем российские войска понесли первые потери на пути к цели, когда были сбиты два российских вертолёта Ми-24, которые упали в воду. Во время боя несколько Ка-52 были сбиты: один — над Днепром, он упал в воду, второй совершил аварийную посадку на суше, предположительно, экипажи выжили. Также был сбит Ми-8, согласно некоторым заявлениям, его сбил украинский истребитель Миг-29. Всего было сбито не менее четырёх вертолётов и несколько повреждено. Остальные вертолёты после трёхчасового боя стали приземляться в две волны по 10 вертолётов и высаживать десантные войска, начавшие наземный бой и окопавшиеся в районе аэропорта. Поддержку российской пехоте оказал самолёт Су-25, наносивший авиаудары по местности. После этого, по данным украинской разведки, Россия отправила из Пскова 18 транспортных самолётов Ил-76, на которых могли находится до тысячи десантников. Однако вследствие начавшихся боёв эти самолёты приземляться в Гостомеле не стали. Оборону аэродрома держали солдаты срочной службы 4-й бригады оперативного назначения Нацгвардии Украины под руководством командира базы Виталия Руденко, которым удалось выиграть время до захвата аэропорта, однако из-за недостаточного количества боеприпасов им пришлось отступить: группа из около 20 солдат, оборонявшая радар на севере аэродрома, попала в плен; остальным удалось быстро уйти без потерь.
Аэропорт был окружён 4-й бригадой оперативного назначения Нацгвардии Украины, вооружённой танками Т-64БВ, артиллерией и разведывательными дронами, российские войска при этом попали под сильный артиллерийский огонь. Также в контратаке участвовали 3-й отдельный полк специального назначения, спецназ Главного управления разведки Украины, 80-я и 95-я отдельные десантно-штурмовые бригады, 72-я отдельная механизированная бригада и силы территориальной обороны. Два украинских Су-24М нанесли бомбовые удары по аэропорту.
По данным Антона Геращенко, к концу дня контроль над аэропортом был возвращён, однако независимо подтвердить это не удалось. Большинство российских десантников было убито, оставшиеся в живых скрылись в лесах.

### 25 февраля
Бои вокруг Гостомеля продолжали вести остатки российского десанта, скорее всего получившего подкрепление в лице российского спецназа или механизированных бригад. В боях участвовал украинский вертолёт Ми-24П, обстрелявший российские силы ракетами. Свидетельства указывают на уничтожение множества единиц российской техники.
Позже российским войскам удалось вновь занять аэропорт в ходе наземного наступления из Белоруссии, однако украинские войска повредили взлётную полосу, что сделало невозможным использование аэропорта.
31 марта после провала наступления на Киев, отказа от его захвата и в связи с отступлением для перемещения сил на восток Украины российские войска вышли из Гостомеля.

## Потери
За три дня штурма потери РФ убитыми составили по меньшей мере 125 десантников. The New York Times, основываясь на сообщениях официальных лиц Украины и США, а также на захваченном российском журнале, оценивает потери в 300 десантников.
6 марта в Гостомеле российские десантники понесли наибольшие одномоментные потери; только по открытым данным установлена гибель по меньшей мере 27 солдат и офицеров, в основном из 31-й бригады ВДВ.
Русская служба Би-би-си установила, что в первые дни боёв только 31-я бригада потеряла как минимум 34 человека, также погиб командира батальона майор Алексей Осокин. Также установлено, что в течение первых трёх дней боев погибли 13 спецназовцев подразделений Росгвардии, включая солдат спецназа «Витязь».
По данным российского Минобороны, в ходе боёв за аэропорт потери Украины составили 200 человек убитыми.
В течение марта две российские батальонные тактические группы были уничтожены украинской артиллерией.

## Оценка хода боёв
Российские силы могли использовать аэропорт в Гостомеле как плацдарм для переброски тысяч десантников вместе с лёгкой бронетехникой самолётами для окружения Киева ещё до того, как к городу дойдут механизированные части российской армии.

### 19FortyFive
Себастьян Роблин на военном аналитическом ресурсе 19FortyFive написал, что полёт группы вертолётов был рискованным, так как войска двигались в непосредственной близости от средств ПВО малого радиуса действия, которые не могли быть выведены из строя заранее вследствиe использования преимущественно теплового наведения вместо радиолокационного. Также Роблин указывает, что открытое введение небольшой группы пехоты в глубокий тыл врага, буквально в пригород Киева, было крайне рискованным решением, основанным на надежде, что силы украинской обороны будут слишком неорганизованными для контратак. Однако успешное отражение десантной атаки свидетельствует о сохранении украинскими вооружёнными силами своей боеспособности вопреки ожиданиям российского руководства. Заявления Министерства обороны России о применении около 200 вертолётов Роблин назвал неправдоподобными.

### Aberfoyle International Security
По мнению директора независимого военного аналитического агентства Aberfoyle International Security Эндрю МакГрэгора, десантная операция была обречена на провал в связи со следующими ошибками:
- российская разведка не учла наличие крупного скопления украинских сил в непосредственной близости от аэропорта;
- российским силам не удалось обезопасить воздушное пространство в зоне высадки, что привело к прибытию украинского подкрепления.

По мнению МакГрэгора, высадившихся десантников было слишком мало для удержания аэропорта в условиях невозможности пополнения припасов по воздуху, а трёхчасовая воздушная атака, призванная отогнать украинские силы, на самом деле только привлекла внимание всех украинских подразделений в этом районе, отчего те выдвинулись к аэропорту. МакГрэгор констатирует, что неспособность захватить аэродромы в Гостомеле и Василькове стала сокрушительным ударом для российского руководства, так как кампания в северном регионе Украины не предусматривала запасного плана. МакГрэгор написал, что десантная операция потерпела крах из-за веры российского руководства в то, что на пути к захвату аэропорта и внезапной высадке тысяч российских солдат, артиллерии и легкой бронетехники в пригороде Киева будет стоять лишь символическое украинское сопротивление.

### Modern War Institute
Эксперты Института современной войны пришли к выводу, что если бы российские войска провели общевойсковую атаку на Гостомель, которая, помимо вертолётной воздушно-десантной операции, включала скоординированную работу дальнобойной артиллерии, подавление ПВО противника и применение штурмовой авиации, им удалось бы полностью подавить любое сопротивление и таким образом перебросить значительные подкрепления прямо под Киев.
Однако, так как первая атака российских войск на аэропорт была основана исключительно на вертолётном десанте без поддержки авиации и артиллерии, украинские войска, вооружённые бронетехникой, самолётами и боевыми вертолётами, смогли на короткое время отбить аэропорт и полностью вывести его из строя, что не позволило россиянам использовать его в будущем. В ходе дальнейших боёв российские войска пытались захватить города и посёлки в этом районе без поддержки с воздуха, что, по сообщениям, привело к большим потерям. Так, эксперты отметили опубликованную украинской разведкой видеозапись, на которой запечатлены последствия засады в Гостомеле — был уничтожен целый российский взвод, включая несколько единиц бронетехники.
Эксперты указывают, что бои свидетельствуют о плохой подготовке российский войск в отношении координации наземных операций с воздушной поддержкой несмотря на недавний опыт ведения боевых действий в Сирии.

## Гражданские потери
В результате боёв был уничтожен первый и единственный летающий экземпляр самого большого в мире самолёта Ан-225 «Мрия». Самолёт находился в ремонте, не смог покинуть аэродром из-за демонтированного двигателя и сгорел в ангаре, как об этом сообщил «Радио Свобода» глава города Буча, в результате российской бомбардировки и вертолётного обстрела.